# ONE LIFE (the pillowsの曲)
「ONE LIFE」（ワン・ライフ）は、日本のロックバンド、the pillowsの10枚目のシングルである。1997年6月28日発売。発売元はキングレコード。

## 概要
CX系『来来圏』エンディングテーマ。初回特典としてステッカーが付いた。このシングルをもとに「ONE LIFE TOUR」（全10公演）も行われた。
「ONE LIFE」には「Single ver.（表記はない）」「Album Mix」「Rock stock version」「Acoustic Live version」の4種類があり、このシングルに収録されているのは「Single ver.」である。「Album Mix」は『LITTLE BUSTERS』『Fool on the planet』に、「Rock stock version」は『Rock stock&too smoking the pillows』に、「Acoustic Live version」は『BLUE SONG WITH BLUE POPPIES LIVE CD』にそれぞれ収録されている。また、「Single ver.」は『LOSTMAN GO TO YESTERDAY』、フリクリのサントラなどでも聴ける(因みに、フリクリでは第1話のオープニングBGMに使用された）。山中は「何度やり直しても気に入った声が出せなかった。『Rock stock version』の時にやり直せてよかった」と語っている。
「STALKER GOES TO BABYLON」は、4曲収録予定にしているところ一曲決まらないで悩んでいて、ライブで演奏していた「ラジオスターの悲劇」を収録する、山中がピアノでインスト曲を作るなどの候補があったが、ライブのSEとして真鍋が自宅で作った打ち込みの曲を聴いたSALON MUSICの吉田仁がそれを気に入って、吉田から「『STALKER』の良いリミックスが思い浮かんだからやりたい」といって収録することになった。また、タイトルを「STALKER GOES TO BABYLON」にしたのは、「Remix ver.」って表記すると「損した気になるから」と語っている。
「like a lovesong (back to back)」はのちに『LITTLE BUSTERS』にて、「like a lovesong (back to back)（Album version）」として収録される。

## 収録曲
全作詞曲 : Sawao Yamanaka / #3 Remixed : 吉田仁
1. ONE LIFE   (4:10)
2. cherry   (3:58)
3. STALKER GOES TO BABYLON   (4:03)
4. like a lovesong (back to back)   (3:10)